# Cerceis pustulosa
Cerceis pustulosa är en kräftdjursart som beskrevs av Harrison och David Malcolm Holdich 1982. Cerceis pustulosa ingår i släktet Cerceis och familjen klotkräftor. Inga underarter finns listade i Catalogue of Life.